# Mica (série télévisée d'animation)
Pour les articles homonymes, voir Mica (homonymie).
Mica est une série d'animation en 3D franco-canadienne de 26 épisodes de 6 minutes co-produite par Ricochets Productions et Tooncan Productions, Inc.. La série était originellement diffusée dans Les Zouzous sur France 5, et rediffusée sur Piwi. 

## Synopsis
Mica, un caillou rêveur et sa copine Olivine vivent dans un monde minéral mais qui est cependant loin d'être inerte. Avec leurs amis ils empilent des roches afin de construire des tours. Le hic, c'est que Mica a le hoquet... Pour commencer sa journée, il doit porter sur sa tête une pierre sans la faire tomber. Accompagné de Béryl, Topaze, Gabbro, Amazonite, Granite, Agate, Cornaline et d'autres cailloux vivants dans la carrière préhistorique, ils vivent des aventures autour du hoquet de Mica.

## Liste des épisodes
Ci-dessous la liste des épisodes de Mica.
- Épisode 1 : La naissance
- Épisode 2 : Le palais idéal
- Épisode 3 : Graine de jardinier
- Épisode 4 : L'étoile filante
- Épisode 5 : Grave erreur
- Épisode 6 : Le brouillard
- Épisode 7 : Le sable mouvant
- Épisode 8 : Le hoquet
- Épisode 9 : La foudre
- Épisode 10 : Le caillou pèlerin
- Épisode 11 : Catapulte
- Épisode 12 : Le silex
- Épisode 13 : Drôle de trésor
- Épisode 14 : Le jeu
- Épisode 15 : L'oasis
- Épisode 16 : Le geyser
- Épisode 17 : Le suspect
- Épisode 18 : Le rêve
- Épisode 19 : Le trou dans le sable
- Épisode 20 : L'anniversaire
- Épisode 21 : Le secret d'Amazonite
- Épisode 22 : Les cristaux
- Épisode 23 : Le voyage
- Épisode 24 : La punition
- Épisode 25 : Au gré du vent
- Épisode 26 : La guérison

## Distribution française
- Charlotte Bernard
- Catherine Bonneau
- Nicolas Charbonneaux-Collombet
- Catherine Brunet
- Hugolin Chevrette-Landesque
- Gilbert Lachance
- Émile Mailhiot
- Louise Rémy

Direction artistique de Gilbert Lachance et adaptation de Dominic Morin.

## Autour de la série
- Benoît Chieux est déjà connu chez Folimage, car il a participé aux créations de Jacques-Rémy Girerd, notamment L'Enfant au grelot, Ma petite planète chérie, Patate et le Jardin potager, Mia et le Migou et Tante Hilda !.
- Pilar Balsalobre avait dé son côté été connue pour avoir participé aux animations et layouts de L'Histoire sans fin et Blake et Mortimer, deux autres productions franco-canadiennes sorties respectivements en 1995 et 1997.